# Sonorarctia fervida
Sonorarctia fervida là một loài bướm đêm thuộc phân họ Arctiinae, họ Erebidae.